# Žabomyší válka

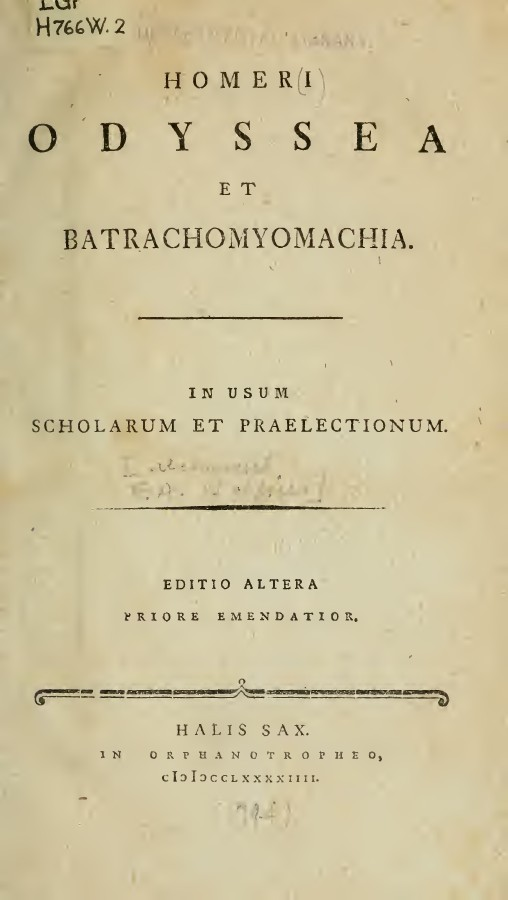
Latinské vydání Odysseje a Žabomyší války z roku 1749

Žabomyší válka (starořecky Βατραχομυομαχία Batrachomyomachía, původně snad Batrachomachia „Žabí válka“) je krátká epická báseň z pozdněhelénistické doby, která v parodii na homérovské eposy líčí jednodenní válku mezi myšmi a žábami na břehu rybníka.

## Autorství a datace
Jak zpravují (z valné části legendární) antické životopisy Homéra, měl údajně tento básník složit tuto báseň, jakož i další žertovné básně, když působil jako učitel na Chiu a musel zabavit žáky. Tato tradice se dnes považuje za nevěrohodnou, stejně jako na Plútarchově spisu Zloba Hérodotova založené tvrzení, že autorem byl jistý Pigres z Halikarnassu z počátku 5. století př. n. l., jenž údajně nikdy neexistoval či nebyl básník. Text se na základě charakteristických lexikálních a stylistických znaků klade spíš do pozdněhelénistické doby; podle Helmuta Ahlborna lze vznik básně položit velmi pravděpodobně do Alexandrie či jejího okolí a 1. století př. n. l. První jistá zmínka o eposu a tedy nejzazší termín, kdy mohl vzniknout, je u Martiála (Epigrammata XIV 183) kolem roku 85 n. l. a jeho současníka Statia (Silvae I).
Argumentem pro dřívější datování básně byl dlouho reliéf sochaře Archeláa z Priény (žijícího někdy mezi 3. stol. př. n. l. a 1. stol. n. l.) nacházející se dnes v Britském muzeu v Londýně, jež představuje Apoteózu Homéra. U paty trůnu, na němž Homér sedí, se dají rozpoznat dvě hrubě zhotovené zvířecí postavy, o nichž se v 19. století věřilo, že jde o zpodobnění myši a žáby, čímž tedy již Archeláos přisoudil Žabomyší válku Homérovi. Doba, v níž Archeláos žil, je však nejistá a kromě toho se obě zvířata dají jen stěží rozeznat a mohlo by se také jednat o pozdější přídavky nebo (jak se předpokládalo až do 19. století) o dvě myši, jež by tak ironicky představovaly literární kritiky „ohlodávající“ Homérovo dílo.

## Obsah
Báseň sestává ze zhruba 300 daktylských hexametrů (počet kolísá podle konkrétní moderní ediční rekonstrukce).
Úvod v epické tradici a epickým jazykem ohlašuje velkou válku, přičemž bezvýznamný obsah působí o to komičtěji. Na základě ezopské bajky o myši a žábě se vypráví, jak myší princ Drobtober (řecky Psicharpax — všechna jména jsou „mluvící“) hasil žízeň u rybníka, když se vynořil žabí král Náfuka (Physignathos) a zeptal se ho na původ a rodokmen. Vzájemné představení, vytvořené přesně podle Homérova vzoru, končí Drobtoberovou chválou myší kultury, která má být nadřazena té žabí.
V odpověď Náfuka pozval Drobtobera k prohlídce své říše; chtěl jej na svých zádech převézt přes rybník, na počátku plavby se však z vody náhle vynoří vodní had. Náfuka se ulekl a hledal útočiště pod hladinou, zapomněl však na Drobtobera, jenž se utopil, před smrtí však stihl žáby proklít. Vše ze břehu viděl myšák Miskoliz (Leichopinax) a oznámil to myším, jež zachvátil strašný hněv. Odplatu žábám slíbil především Drobtoberův otec, král myší Chlebožer (Troxartes).
Na sněmu se myši usnesly na odvetném vojenském tažení pod Chlebožerovým vedením proti žábám a vyzbrojily se na ně. Žabí král Náfuka mezitím odmítl vinu za Drobtoberovu smrt, takže se žáby v radě rovněž usnesly se vyzbrojit. Jak patřilo k homérské tradici, konalo se souběžně shromáždění olympských bohů: Zeus pateticky vyzval k pomoci každé ze stran, Aténa však pod dojmem nepříjemných zážitků s oběma druhy (myši jí rozhlodaly látky, kvákání žab jí způsobilo bolesti hlavy) se přimluvila, aby bohové sledovali boj nezúčastněně. Zeus souhlasil a válka se započala.
Následuje líčení bitvy, jež obdobně jako u Homéra sestává z líčení soubojů dvou hrdinů a zdlouhavě vypočítává zranění a způsoby úmrtí. Popis je však celkově tak zmatený, že moderní bádání dospělo k předpokladu, že tato pasáž vznikla dříve jako nezávislý text a do básně byla včleněna dodatečně.
Štěstí se v bitvě přiklánělo střídavě na jednu, střídavě na druhou stranu, pak se však zdála být rozhodnuta ve prospěch myší díky nesmírnému hrdinství myšáka Zbytkokrada (Meridarpax), jenž hrozil, že „vyhubí žabí plémě“. Zeus se nyní smiloval nad žábami a vyzval bohy k zásahu, avšak sám bůh války Árés poznamenal, že ani síla jednotlivých bohů není dost velká, aby bitvě učinila přítrž. I když Zeus na Áreovu radu mrštil svým nejstrašnějším bleskem, myši se od vítězného postupu nedaly odradit. Nakonec Zeus vyslal vojsko opancéřovaných krabů, jimž se podařilo myši zahnat na útěk. Se západem slunce tak válka skončila.

## Ukázka

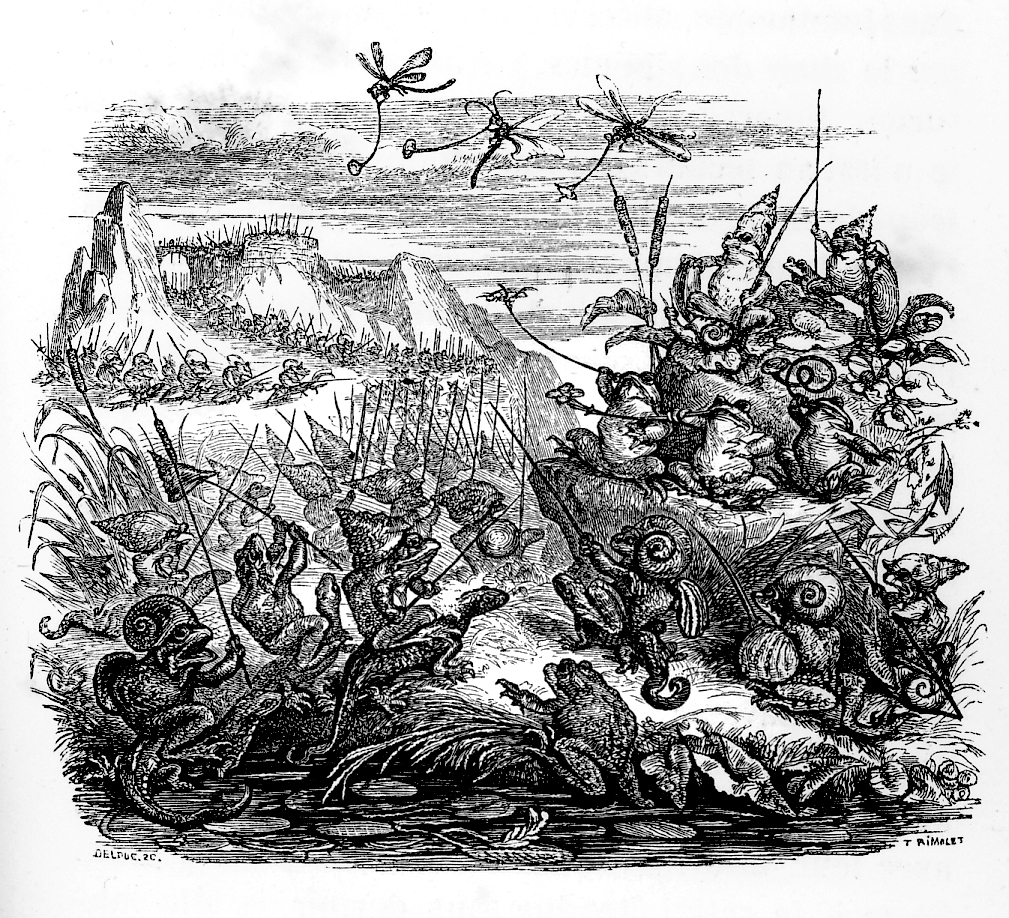
Ilustrace z francouzského vydání z 19. století

Náhle vodní had se vynořil, hrozný to pohled

oběma. Vysoko držel nad vodou vztyčenou hlavu.

Toho Náfuka spatřil a střemhlav se potopil ke dnu,

zapomněv zcela, že druha činem tím odsoudil k smrti.

Ke dnu rybníka klesl a prchl tak záhubě černé.

Myšák, kterého zradil, však naznak do vody padl

zoufale roztáhl tlapky a zmíraje sténal a pištěl,

mnohokrát pod vodu klesl a mnohokrát nad vodu zase

vyplul, prackami tluka, však souzen nebyl mu únik.

Zmíraje neslavnou smrtí takto slovy se ozval:

„Náfuko, před nikým neskryješ nikdy hrozný svůj zločin,

že’s mne ze hřbetu svrhl, jak ze skály na pospas vlnám.

Jistě bys nade mnou nebyl zvítězil na zemi, bídný,

v prudkém zápase pěstním ni v běhu, ale ty zrádně

do vody jsi mne svrhnul; však božstvo vše vidí a pomstí.

Myši ti odplatí válkou a věru ti vyhnutí není.“

## Ohlasy
Žabomyší válka se brzy stala školní četbou, o čemž svědčí jak velký počet dochovaných rukopisů (přes sto), tak komentářů a také silné přepracování textu. To mělo podobu četných interpolací (vsuvek jednotlivých veršů a celých oddílů), často citátů Homéra, jimiž se horliví čtenáři snažili učinit parodii ještě parodičtější. Následkem byly v byzantské době dvě silně se rozcházející recenze a textová vydání. Nejstarší dochovaný rukopis je Codex Baroccianus 50 z 10. století. Tiskem byla Žabomyší válka vydána roku 1474 v Brescii a jedná se tak o jednu z nejstarších řeckých tištěných knih, ne-li vůbec nejstarší.
V novověku podnítila báseň řadu výtvorů zahrnujících překlady, nápodoby nebo dokonce doplnění. Tak německý jezuita Jacob Balde ji v roce 1637 přepracoval v latinském jazyce, německý spisovatel Georg Rollenhagen ji rozšířil na rozsáhlý epos čítající 10 000 veršů, podobně ji přebásnil a rozšířil mezi lety 1831 a 1837 italský básník Giacomo Leopardi (pod názvem Paralipomeni alla Batracomiomachia). Byzantský básník Theodoros Prodromos se v 1. polovině 12. století nechal Žabomyší válkou inspirovat a složil Kočkomyší válku jako parodii na antickou tragédii. Podobně napodobil epos svou Kočičí válkou španělský básník Lope de Vega.

## Kritická vydání
- Arthur Ludwich: Die homerische Batrachomachia[!] des Karers Pigres nebst Scholien und Paraphrase. 1896.
- Thomas William Allen: Batrachomyomachia. In: Homeri opera. Band 5. Oxford 1912.
- Reinhold F. Glei: Die Batrachomyomachia. Synoptische Edition und Kommentar (= Studien zur klassischen Philologie. Band 12). Lang, Frankfurt am Main/New York/Nancy 1984.

## Odborná literatura
- Helmut Ahlborn: Untersuchungen zur pseudo-homerischen Batrachomyomachia. Dissertation Universität Göttingen 1959.
- Otto Crusius: Pigres und die Batrachomyomachia bei Plutarch. In: Philologus 58 (1899) S. 577–593.
- M. Fusillo: La battaglia delle rane e dei topi. 1988.
- Reinhold F. Glei: Artikel Batrachomyomachia. In: Der Neue Pauly. Band 2. 1997, Spalte 495f.
- J. van Herwerden: Die Batrachomyomachia. In: Mnemosyne. Neue Serie 10 (1872) S. 163–174.
- Glenn W. Most: Die Batrachomyomachia als ernste Parodie. In: Wolfram Ax, Reinhold F. Glei (Hrsg.): Literaturparodie in Antike und Mittelalter. Wissenschaftsverlag Trier, Trier 1993, ISBN 3-88476-046-7, S. 27–40.
- Jacob Wackernagel: Sprachliche Untersuchungen zu Homer. Vandenhoeck & Ruprecht, Göttingen 1916, S. 188–199.
- Hansjörg Wölke: Untersuchungen zur Batrachomyomachia (= Beiträge zur klassischen Philologie. Band 100). Hain, Meisenheim am Glan 1978, ISBN 3-445-01854-5.

## České překlady
První překlad do češtiny, pod jménem Homérova BATRACHOMYOMACHIE čili Žab a Myší vojna, provedl profesor c. k. vyššího reálného gymnasia v Táboře Hynek Mejsnar. Překlad je plný těžkopádných novotvarů a dnes již působí nejen neobvykle, nýbrž i zastarale.
Modernější překlad opatřil během svých gymnaziálních studií (kolem roku 1945) Jan Křesadlo. Zveřejněn byl nejprve ve školním časopise, teprve v roce 1998 pak v literárním časopise Tvar.